# Giuseppe Tribus
Giuseppe Tribus est un artiste-peintre et décorateur itinérant du Trentin (autrichien puis italien après 1919), né le 4 juillet 1901 à Reviano, hameau d'Isera, dans la Province de Trente. Il est mort à Mordelles (Ille-et-Vilaine) le 20 août 1960.

## Biographie

### Jeunesse
Il est né dans une exploitation viticole où l'on cultive le Marzemino pour en faire du vin rouge. Tribus est le troisième de cinq frères. Seul l'aîné s'installant sur place, son destin est donc d'émigrer, comme ses oncles et ses grands-oncles qui ont tous quitté le Trentin. 

### Adolescence
À ses 14 ans en 1915, l'Italie change de camp et entre en guerre. Aussitôt les soldats autrichiens se méfient des populations du Trentin italophones et leur donnent 48h pour préparer 5kg de bagages par personne et monter dans des trains en direction du nord. Son village est déporté en Bohême au nord-est de Prague vers Broumov (district de Náchod) logé chez l'habitant. Ensuite ils ont été rapatriés en dernier car ils habitaient sur la zone de front et, comme étape, les camps de baraquements de Braunau am Inn et de Mitterndorf an der Fischa, ont été utilisés. Tribus a pu profiter de cette vie dans les camps pour s'initier à la peinture et participer aux animations théâtrales organisées par les curés qui remplaçaient un peu les pères partis au combat. 
Des témoignages d'époque disent que certaines familles ont quitté le train au passage de grandes villes. Le père de Tribus se serait fait héberger par un des marchands qui commercialisaient son vin à Vienne et le jeune Tribus au nom sonnant allemand et parlant l'allemand comme son père aurait pu s'inscrire à l'école d'Arts Appliqués de Vienne à 14 ans et à 17 ans conter fleurette dans le Prater de Vienne comme le suggère les tableaux de sa fin de vie .
Ils ne reviendront qu'en février 1919 dans un pays dévasté. Devenu officiellement italien en septembre 1919 : il a 18 ans et il peut aller s'inscrire à l'académie des Beaux-Arts de Venise.

### Formation
Il a déclaré à des témoins avoir remporté un 1er prix de peinture à Venise, être entré en France en 1922 (donc dès sa majorité à 21 ans) et avoir obtenu un diplôme de la Sorbonne (Paris).  

### Décorateur parisien
Invité par de riches ferrailleurs parisiens en 1933, il se rend pour un été au Vaulmier dans le Cantal et convainc le pharmacien de Trizac de décorer un panneau de sa toute nouvelle pharmacie ; panneau toujours intact de nos jours où l'on peut encore lire l'adresse parisienne de Tribus. Ce qui nous permet de le retrouver dans le recensement parisien de 1931.

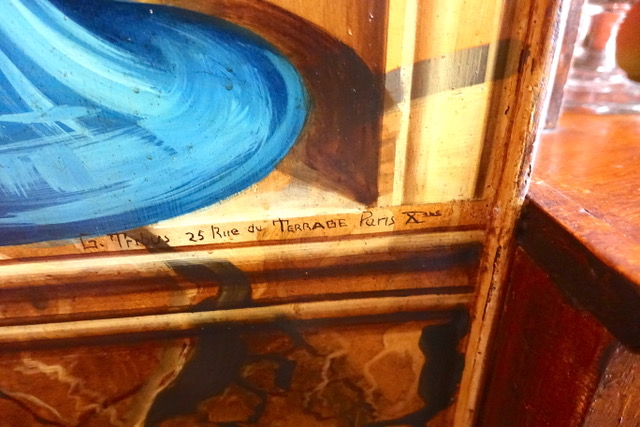
Signature et adresse parisienne de Tribus

### Itinérance dans le Cantal: les trompe-l'œil et les décorations d'intérieur
Sans doute à cause de la publicité que provoque son panneau signé, Tribus déménage définitivement avec sa compagne fin 1934 à Trizac dans le Cantal où l'y appellent trois sortes de clients : ceux qui vivent en ville et souhaitent une décoration délicate dans le respect du mobilier ; ceux qui ne reviennent que l'été et qui souhaitent une décoration époustouflante ; enfin quelques agriculteurs qui doivent passer le long hiver confinés dans une ferme isolée et qui souhaitent avoir sur leur mur quelques beaux paysages en couleur ou des trompe-l'œil étonnants.
Vers 1937 Tribus ira plus loin chercher de nouveaux clients à Riom-ès-Montagnes où le surprendra la déclaration de guerre du 3 septembre 1939 et il datera très précisément un tableau de ce jour funeste peint à la Font Sainte près de Saint-Hippolyte (Cantal), après la fête des Bergers. Il passe aussi à Lugarde et Marchastel où il peint des tableaux ou des publicités et il y décore des maisons et des salles de cafés-restaurants . 

### l'organisation TODT et le mur de l'Atlantique
En novembre 1942 quand les Allemands envahissent la Zone libre, Tribus, âgé de 41 ans, est immédiatement appelé comme ancien autrichien par l'Organisation Todt pour travailler sur le Mur de l'Atlantique sans doute pour camoufler des postes de tir autour de la base sous-marine de Saint-Nazaire. En principe en tant qu'Italo-autrichien, il en est salarié et libre le dimanche pour aller à Saint-Nazaire. Il s'en évade dans le désordre provoqué par les bombardements américains de janvier 1943 et rejoint la Bazouge-de-Chemeré  où il quitte ses compagnons d'évasion.

### Itinérance en Mayenne: les décors de théâtre et les cafés décorés de chasse à courre
Il arrive début 1943 à la Bazouge-de-Chemeré (Mayenne) où le cache aussitôt l'abbé Eugène Bondis qui seconde l'abbé Victor Polas malade. Ce dernier avait fait construire une salle paroissiale pour le théâtre quinze ans auparavant et avait sans doute contacté Tribus pour en refaire la décoration mais la débâcle de 1940 aurait tout bloqué. Tribus repeint donc l'avant-scène du théâtre, et se cache sous la scène au passage des Allemands. Cette salle n'est aujourd'hui plus utilisée depuis le décret no 73-1007 du 31 octobre 1973 relatif à la protection contre les risques d'incendie et de panique dans les établissements recevant du public. Comme à l'accoutumée Tribus offre à son commanditaire qui l'a logé, l'abbé Polas, un tableau représentant : l'église avant l'incendie de 1926 que le vieux curé avait vu brûler. 
Tribus fait une peinture d'histoire sur les évènements du 17 juin 1940 à la Bazouge-de-Chemeré (voir tableau des bombardiers) qu'il donne aux couturières en échange de toile pour ses tableaux. Et au charron qui encadre ses tableaux il offre un tableau : Le porche de l'Hôtel du Porche et le clocher de l'église d'avant 1926. A la demande d'une fermière il peint sa ferme avec devant la famille au grand complet alors que le père est en fait prisonnier de guerre depuis longtemps en Allemagne et que sa petite fille grandit sans le connaitre. De l'autre côté de la route il peint une ferme avec la famille nombreuse qui l'héberge.
Après guerre il décore le plus grand café avec une chasse à courre, il en décore un autre plus petit. Et pour le troisième la propriétaire ne voudra jamais lui laisser les clefs de la boutique la nuit (quand les clients sont partis). Mais surtout Tribus entame une nouvelle vie en peignant des décors pour le théâtre paroissial, en participant activement à la mise en scène ou en proposant un jeune acteur à l'abbé Bondis et enfin en créant une pièce où il parlera de sa guerre.
Sa réputation l'amènera en 1947 à partir décorer le nouveau cinéma-théâtre paroissial construit au Bourgneuf-la-Forêt et à peindre les 8 décors de la pièce La Passion du Christ qui sera jouée chaque année jusqu'en 1960. Il habite non loin à Olivet (Mayenne). 
Après 1949, Tribus ira quelquefois pour peindre des toiles sur commande : à la Bazouge-de-Chemeré il peint une scène de chasse (lévriers et lièvre) devant les bâtiments de l'ancienne mine de la Bazouge-de-Chemeré pour l'entrepreneur-mécanicien qui habite en face. Il peint deux tableaux de chevaux dans une ferme de Saint-Denis-du-Maine où un enfant né en 1942 a conservé intact le souvenir de ce peintre avec son chevalet dans le pré.
Ensuite il va à Saint-Martin-de-Connée où l'ancien vicaire du Bourgneuf-la-Forêt qui avait monté "la Passion" est devenu curé et il lui peindra une version réduite des décors de cette pièce. 
Il habite à Izé et il peint pour le curé le décor d'une pièce de théâtre sur Rouget le Braconnier.
À Bais (Mayenne) il décore magnifiquement le café avec une chasse à courre suivant les quatre saisons mais il est chassé avant de terminer car une peine de cœur lui fait jouer du clairon et du piano au milieu de la nuit. 
Avant 1954 il revient à Olivet où il peint pour le curé des décors pour une pièce sur Jean Chouan et se fâche avec lui. En 1955 il donne un tableau : l'étang de l'Olivet à celui qui l'a engagé et logé pour décorer l'intérieur de sa maison et repeindre les grilles et le portail.

### Itinérance en Ille-et-Vilaine
En juin 1957 à Olivet il dit à son logeur qu'il part chercher du travail à Rennes en Ille-et-Vilaine et ce dernier l'aperçoit ensuite à la Guerche-de-Bretagne. Là il loge dans un café-coiffure et offre en échange un nu d'imagination dont le visage est inspiré d'une photographie de la sœur de ses hôtes. Les policiers de Rennes qui enquêtent à la demande du préfet de Laval finissent par le retrouver malade en mars 1958 à Rennes chez une restauratrice dont il a décoré l'enseigne du restaurant situé en bas de la place des Lices. Il régularise sa situation d'étranger en indiquant avoir trouvé un nouveau travail de décoration au café-coiffure-chaussure Louessard de Mordelles en échange du gîte et du couvert et il y part. Là-bas en octobre 1958 un curé lui prête une chambre à Bréal-sous-Montfort qui devient sa résidence déclarée. Il y repeint la boucherie et la nouvelle façade du café attenant à la boulangerie qu'il décorera en remerciement. Il donne des cours de peinture à un jeune qu'il a repéré. Il retourne souvent en 1959 et 1960 au café de Mordelles où il entretient de bonnes relations ; il y peint plusieurs tableaux : des paons, un paysage du Danube (sans doute le Prater de Vienne dans sa jeunesse), un nu d'imagination (dont la tête est inspirée de la photo de la fille du patron partie avec son mari en Algérie) et enfin une nature-morte avec le buste de Dante Alighieri et des fleurs tombées d'un vase posé sur la Divine Comédie dans laquelle Dante part aux enfers à la recherche de Béatrice (allusion sans doute à son éternel regret d'avoir vu un amour de jeunesse emporté par l'épidémie de grippe espagnole). De temps en temps il emprunte la bicyclette du patron et met un tableau sur son dos pour aller le vendre au marché de la place des Lices à Rennes puis il passe voir son ancienne hôtesse. C'est en revenant de Rennes que malheureusement le 20 août 1960, sur la route en pleine nuit à l'entrée de Mordelles, poussant son vélo, il est percuté par une voiture et meurt à l'âge de 59 ans. 
Un de ses frères vient chercher son corps à Bréal-sous-Monfort et plus tard en 1970 il passe au café de Mordelles voir ses œuvres mais quand il a dit son nom, certains l'ont pris pour un imposteur : pour eux Tribus devait être unique.
Personnage solitaire, menant une vie précaire sans souci du lendemain, il avait su conserver des relations chaleureuses avec les gens en offrant des tableaux à ses hôtes contre le gîte et le couvert.